# Bernard Kober
Bernard Kober – polski rzeźbiarz, mistrz kamieniarstwa, specjalizujący się w rzeźbie sepulkralnej.

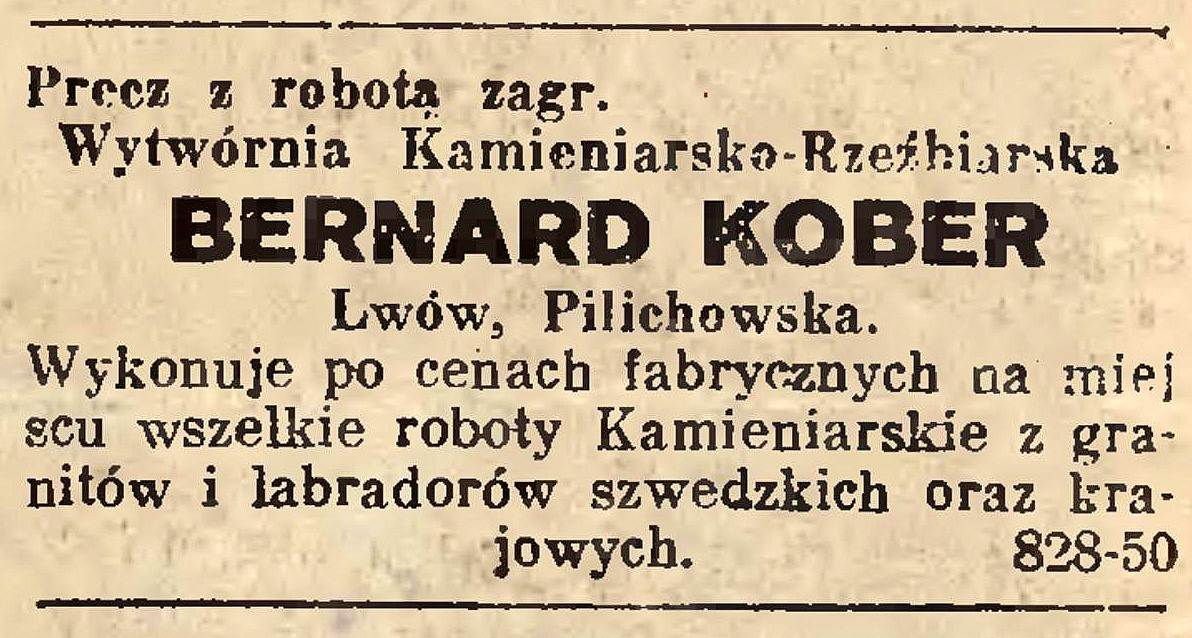
Ogłoszenie pracowni Bernarda Kobera z 1930

## Życiorys
Został koncesjonowanym mistrzem kamieniarskim, wykonywał pomniki, grobowce, portale z granitów i labradorów szwedzkich. W okresie II Rzeczypospolitej prowadził Wytwórnię Kamieniarsko-Rzeźbiarską przy ulicy Pilichowskiej 11 we Lwowie. Współpracował z lwowskim architektem, Józefem Awinem.
Wśród jego prac był m.in. nagrobek Maksymiliana Frydeckiego na Cmentarzu Centralnym w Sanoku.